# Celownik ramkowo-schodkowy

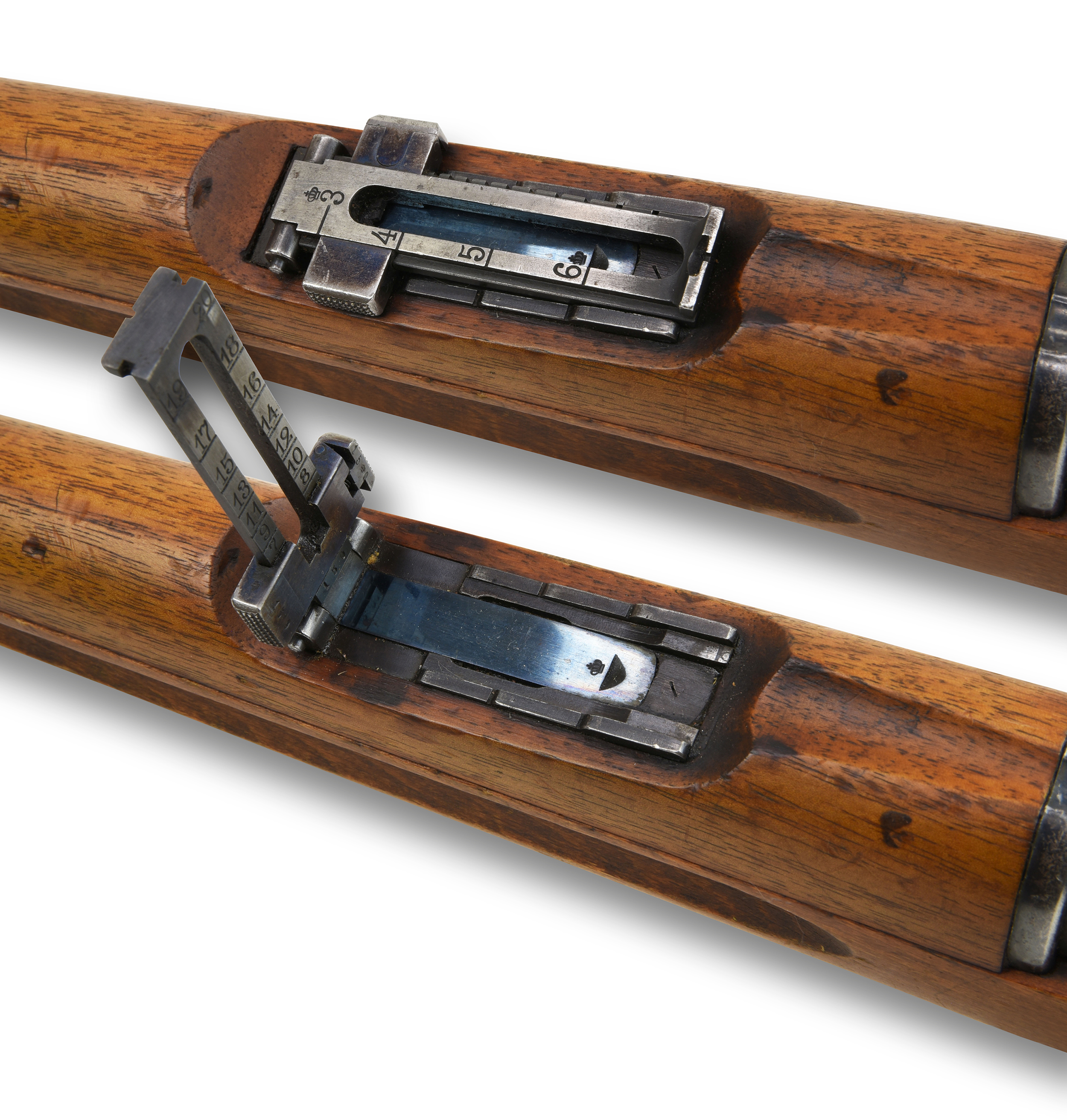
Celownik ramkowo-schodkowy
(po złożeniu pełniący funkcję celownika schodkowego, po podniesieniu - celownika ramkowego).

Celownik ramkowo-schodkowy – mechaniczny celownik strzelecki o budowie łączącej rozwiązania celownika schodkowego i ramkowego. Celownik schodkowo-ramkowy posiada dwie szczerbinki, jedną na końcu ramienia, drugą na suwaku. Podstawa posiada kilka stopni o różnej wysokości.
Niższą skalę nastaw reguluje się poprzez przesunięcie znajdującego się na ramieniu suwaka i oparciu go o schodek o odpowiedniej wysokości. Natomiast wyższa skala regulowana jest poprzez postawienie ramienia do pozycji pionowej, i ustawienie suwaka na odpowiedniej wysokości (na ramieniu).